# Тилиці (Бродницький повіт)
Тилиці (пол. Tylice, нім. Tillitz) — село в Польщі, у гміні Боброво Бродницького повіту Куявсько-Поморського воєводства.
Населення — 234 особи (2011).
У 1975-1998 роках село належало до Торунського воєводства.

## Демографія
Демографічна структура станом на 31 березня 2011 року:
|          | Загалом | Допрацездатний вік | Працездатний вік | Постпрацездатний вік |
| -------- | ------- | ------------------ | ---------------- | -------------------- |
| Чоловіки | 122     | 39                 | 74               | 9                    |
| Жінки    | 112     | 29                 | 62               | 21                   |
| Разом    | 234     | 68                 | 136              | 30                   |